# Branislav Labant
Branislav Labant (ur. 11 maja 1976 w Żylinie) – piłkarz słowacki grający na pozycji bocznego obrońcy. W swojej karierze 7 razy wystąpił w reprezentacji Słowacji. Jego brat Vladimír również był piłkarzem.

## Kariera klubowa
Karierę piłkarską Labant rozpoczął w klubie MŠK Žilina. W 1994 roku awansował do kadry pierwszej drużyny i w sezonie 1994/1995 zadebiutował w jej barwach w pierwszej lidze słowackiej. W 1995 roku spadł z Žiliną do drugiej ligi, ale już od 1996 roku ponownie grał w pierwszej lidze Słowacji. W sezonie 1998/1999 był wypożyczony do FC Rimavská Sobota, który został zdegradowany o klasę niżej. W 1999 roku Labant wrócił do Žiliny. W latach 2002–2004 trzykrotnie z rzędu wywalczył z nią mistrzostwo Słowacji, a w 2005 roku był wicemistrzem kraju. Z Žiliną zdobył też Superpuchar Słowacji w latach 2003 i 2004.
W 2006 roku Labant przeszedł do czeskiego drugoligowca, Viktorii Žižkov. W 2007 roku awansował z nią do pierwszej ligi, ale w 2008 roku spadł z nią do drugiej. Po spadku Viktorii Žižkov wrócił na Słowację i został piłkarzem FC Nitra. W Nitrze grał do końca kariery, czyli do 2010 roku.
| Sezon   | Klub               | Kraj     | Rozgrywki      | Mecze | Bramki |
| ------- | ------------------ | -------- | -------------- | ----- | ------ |
| 1994/95 | MŠK Žilina         | Słowacja | I. liga        | 2     | 0      |
| 1995/96 | MŠK Žilina         | Słowacja | II. liga       | 8     | 1      |
| 1996/97 | MŠK Žilina         | Słowacja | I. liga        | 0     | 0      |
| 1997/98 | MŠK Žilina         | Słowacja | I. liga        | 12    | 0      |
| 1998/99 | FC Rimavská Sobota | Słowacja | I. liga        | 2     | 0      |
| 1999/00 | MŠK Žilina         | Słowacja | I. liga        | 6     | 1      |
| 2000/01 | MŠK Žilina         | Słowacja | I. liga        | 32    | 2      |
| 2001/02 | MŠK Žilina         | Słowacja | I. liga        | 32    | 2      |
| 2002/03 | MŠK Žilina         | Słowacja | I. liga        | 33    | 4      |
| 2003/04 | MŠK Žilina         | Słowacja | I. liga        | 34    | 0      |
| 2004/05 | MŠK Žilina         | Słowacja | I. liga        | 4     | 0      |
| 2005/06 | MŠK Žilina         | Słowacja | I. liga        | 27    | 1      |
| 2006/07 | Viktoria Žižkov    | Czechy   | II. liga       | 19    | 1      |
| 2007/08 | Viktoria Žižkov    | Czechy   | Gambrinus Liga | 22    | 1      |
| 2008/09 | Viktoria Žižkov    | Czechy   | Gambrinus Liga | 6     | 0      |
| 2008/09 | FC Nitra           | Słowacja | I. liga        | 9     | 0      |
| 2009/10 | FC Nitra           | Słowacja | I. liga        | 4     | 0      |

## Kariera reprezentacyjna
W reprezentacji Słowacji Labant zadebiutował 13 lutego 2003 roku w wygranym 3:1 towarzyskim meczu z Cyprem. W kadrze narodowej grał tylko w 2003 roku. Rozegrał w niej 7 meczów.